# Peña de los Enamorados
La Peña de los Enamorados es un peñón calizo situado en el municipio de Antequera (provincia de Málaga, Andalucía, España). Su altitud es de 874 m s. n. m. y se sitúa próximo a la autovía A-92 y a la antigua N-342. Su superficie como paisaje de interés cultural abarca 117 hectáreas.
Ha sido declarada por la UNESCO Patrimonio Mundial formando parte del Sitio de los Dólmenes de Antequera junto al dolmen de Menga, el dolmen de Viera, el tholos de El Romeral y la sierra de El Torcal.

## Yacimientos arqueológicos
Cabe destacar la importancia arqueológica de esta zona desde el Paleolítico inferior debido al alto nivel de ocupación de Antequera a lo largo de la historia. Ejemplo de esta importancia son los numerosos yacimientos situados al este de la Peña de los Enamorados, entre los que se encuentran: Los Olivillos, los Olivillos III, Cerro de la Virgen, Frente Camino de Peralta, Caserío de Lerva II, Casería Nueva, Casería de la Mancha, Casería San Antonio, Los Portones de la Puebla, Partido Alto I, Partido Alto II, Arroyo Adelfas, Camino San Felipe, Huerta Ciprés, Huerta Palero.
Las características del yacimiento arqueológico de la Peña de los Enamorados vienen determinadas por su ubicación, por lo que las estructuras se adaptan perfectamente a la orografía del terreno y crean un paisaje singular. Este lugar se define además por la extensión de su ocupación. Los estudios han permitido documentar una amplia secuencia estratigráfica con niveles que arrancan desde época postpaleolítica y llegan en última instancia hasta el período romano y medieval.
Este yacimiento constituye uno de los asentamientos más occidentales que se conocen dentro de la órbita de la Cultura del Argar. Supone además un enclave fundamental del Bronce Final en las tierras malagueñas del interior para el estudio del sustrato previo a la creación de los asentamientos fenicios de la costa.

### Yacimientos de la Edad del Bronce
La primera ocupación de la peña a nivel superficial se corresponde tradicionalmente con la Edad del Bronce en un horizonte Pleno, según los materiales cerámicos en los que predominan las facturas alisadas, espatuladas o bruñidas, en tipologías de cuencos y vasijas carenados, ollas grandes y orzas. Asimismo, la presencia de cistas realizadas mediante lajas de calizas adscribe este primer momento a un período argárico.
Durante los trabajos de prospección enmarcados en el primer Proyecto de Arqueometalurgia Prehistórica de la provincia de Málaga se constató la presencia en la falda oeste de la peña de elementos muy erosionados de un establecimiento ligeramente más antiguo, con abundante cerámica de estilo campaniforme asociados en superficie con los testimonios de una intensa actividad metalúrgica para el beneficio del cobre.
Tras un hiato del Bronce Tardío se reocupa la ladera durante el Bronce Final, contando con la presencia de cerámica típica de este momento, sobre todo fuentes carenadas con un buen tratamiento superficial. El hecho más característico del emplazamiento es su ubicación en un lugar de fácil defensa y que permite el control de caminos y accesos a la vega de Antequera. En cuanto a los enterramientos propios de este asentamiento se corresponden con inhumaciones en cistas que se localizan en el propio núcleo de hábitat.

### Yacimientos romanos
La etapa romana se encuentra representada por material cerámico disperso así como restos estructurales. La necrópolis se ubica en un espacio cercano al río Guadalhorce y en relación con la vía que comunicaba Antikaria con Ilíberis, por lo que sigue el patrón tradicional de estos ámbitos. Las tumbas se caracterizan por su cubierta de tégulas a dos aguas, adscribiéndose por sus materiales a un amplio período, desde el siglo I al IV d. C. Posteriormente, y como parte ya del período medieval, se localiza en superficie material cerámico y constructivo, así como estructuras interpretadas tradicionalmente como defensivas.

### Abrigo de Matacabras
Por último, ubicado al pie de la cara noroeste de la Peña de los Enamorados se encuentra el abrigo de Matacabras como testimonio e hito fundamental por su relación con el Conjunto Arqueológico Dólmenes de Antequera, en especial con el dolmen de Menga, cuyo eje central apunta hacia éste. Este sepulcro se orienta hacia el noreste, al norte de la salida del sol en el solsticio de verano, considerada una orientación totalmente anómala en este contexto cultural. Las pinturas representan una serie de motivos en rojo, zoomorfos y antropomorfos, de cronología postpaleolítica.

## Leyenda
Tiene una morfología muy característica, ya que parece el rostro de una mujer tumbada. Recibe su nombre de una leyenda fronteriza tardomedieval, según la cual unos musulmanes ganaron una batalla contra los cristianos y apresaron al que parecía ser el comandante cristiano. Se le encerró en una celda y la hija del rey musulmán decidió visitar las celdas. Cuando vio al preso cristiano, se enamoraron mutuamente y acordaron escaparse juntos. El rey musulmán descubrió su fuga y los persiguió por la peña. Los enamorados llegaron al pico y al ver que no tenían escapatoria, se lanzaron al vacío en un último abrazo, buscando unirse en la eternidad. La trágica muerte de ambos jóvenes sirvió para que el jefe musulmán y el cristiano encontraran la paz después de tantas batallas.
En el pico de la peña hay una estatua de piedra de una joven y un hombre abrazados inclinados hacia el barranco, y se cuenta que cuando atardece y el sol da a la peña destellos rojizos, es por la sangre de ambos jóvenes.
El humanista y poeta neolatino de Antequera Juan de Vilches contó la leyenda de esta peña en su De rupe duorum amantium apud Antiquariam sita (Sevilla, 1544).

## Grado de protección
- 2011: Declarado por la Junta de Andalucía Bien de Interés Cultural con la tipología de zona arqueológica.[4]
- 2016: Declarado por la UNESCO Patrimonio Mundial,[5] formando parte del Sitio de los Dólmenes de Antequera junto al dolmen de Menga, el dolmen de Viera, el tholos de El Romeral y la sierra de El Torcal.